# Großsegler

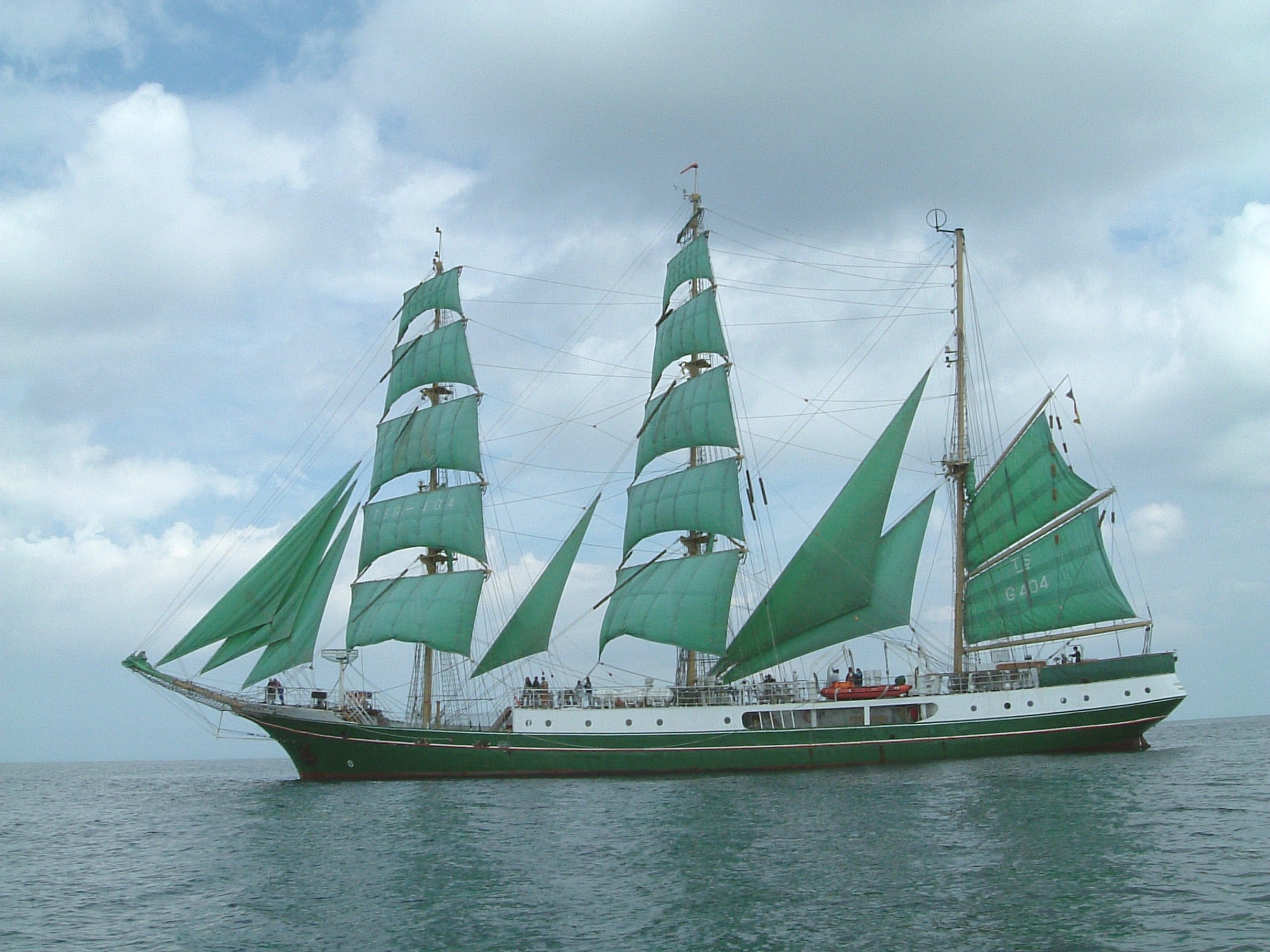
Großsegler Alexander von Humboldt

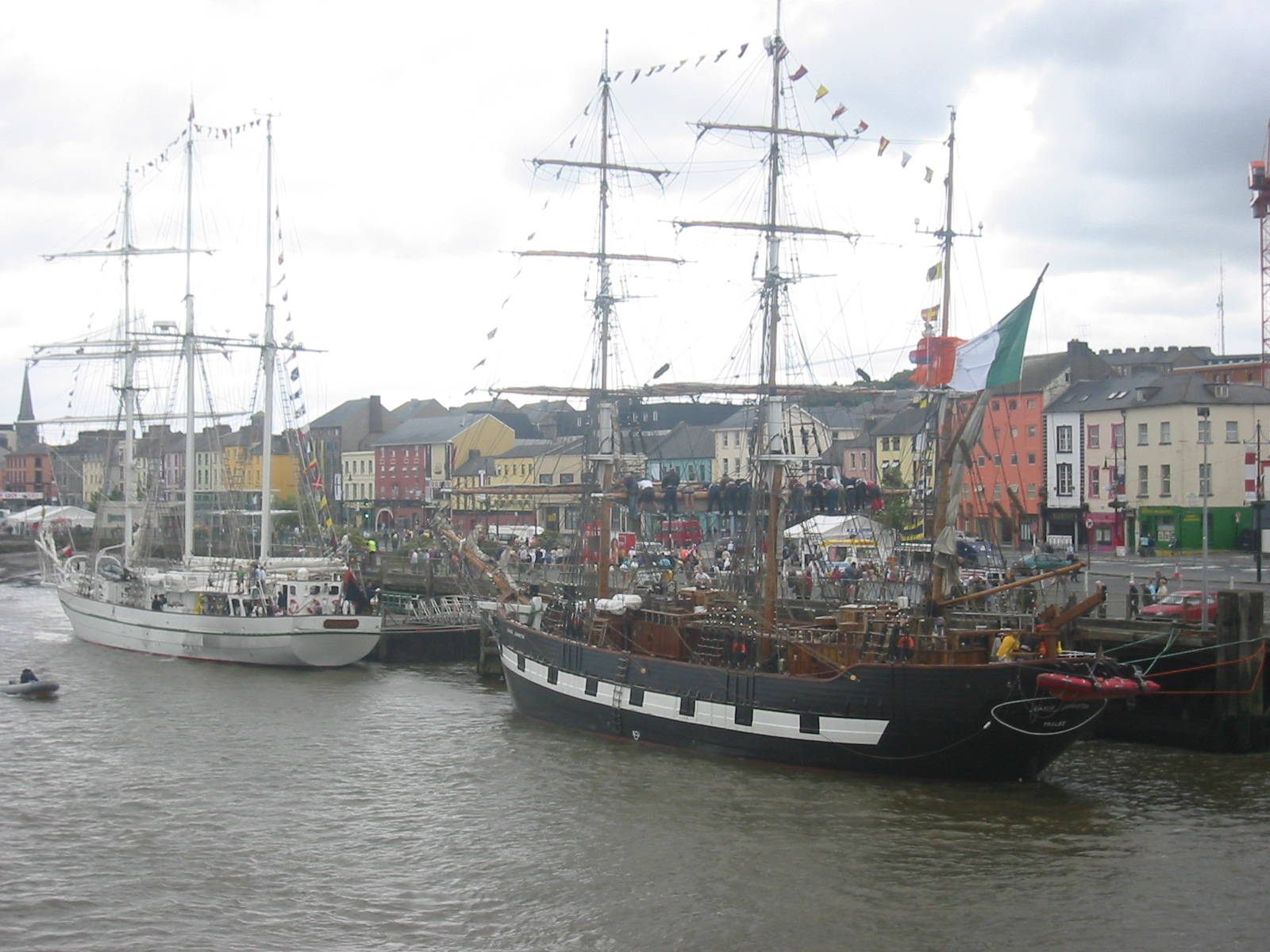
Tall Ships’ Races in Waterford, Irland im Juli 2005

Ein Großsegler ist ein mehrmastiges Segelschiff mit vorwiegend Rahsegeln. Begriffe mit ähnlicher Bedeutung sind Windjammer und Tallship (von englisch „tall ship“, wörtlich hohes oder großes Schiff).
Bekannte Großsegler neuerer Zeit sind beispielsweise die Gorch Fock von 1933, Passat, Pamir, Peking, Pommern, Sedov, Kruzenshtern, Alexander von Humboldt und die Gorch Fock von 1958.

## Geschichte
Großsegler dienten als Handelsschiff und/oder als Kriegsschiff. Die Zahl der Großsegler ging seit Beginn des 20. Jahrhunderts wegen der rentableren und wind-unabhängigeren Motorschiffe zurück; als Schiffe für Segelliebhaber gibt es sie bis heute. Oft dienen Segelschiffe auch als Schulschiffe.
Beispiele für Großsegler sind die Segelschiffstypen Vollschiff, Brigg, Bark, Klipper.

## Großsegler heute
Heute werden Großsegler weiterhin als Schulschiffe der Marine oder für touristische Zwecke genutzt. Sail-Training-Schiffe bieten eine Segel-Ausbildung auf einem Großsegler an; neben Freude am Segeln soll dies auch Persönlichkeitsentwicklung und Charakterbildung fördern. Einige moderne Großsegler wurden speziell als Luxus-Kreuzfahrtschiffe gebaut, z. B. Golden Horizon,  Royal Clipper, Star Clipper.
Großseglerparaden finden statt auf internationalen Regatten wie den Tall Ships’ Races, der Kieler Woche, der Travemünder Woche, der Hanse Sail sowie auf anderen Veranstaltungen ohne angeschlossene Regatta, wie der Armada Rouen und der Sail Amsterdam.